# Câmera única
Câmera única (em inglês single-camera setup) é o nome empregado ao método de filmagem com a utilização de apenas uma câmera para a captação de um mesmo evento, principalmente filmes, telenovelas e séries. Esse sistema é alternativo ao método de Multicâmara.

## Funcionamento
Nesse sistema, uma única câmera de vídeo é utilizada para captar os diversos ângulos, enquadramentos e tomadas de determinado evento. Em cada tomada, questões técnicas podem ser reajustadas, como a iluminação.
Em um diálogo entre dois atores A e B, por exemplo, primeiro seriam gravadas as falas do ator A, e depois as falas do ator B. Na montagem, o editor/montador uniria os cortes com os diálogos em sua configuração final. Se fosse utilizado o método multicâmara, o diálogo entre os atores seria gravado simultaneamente, com o uso de duas ou mais câmeras e a escolha entre os ângulos seria feita integralmente pela edição.
O sistema de Câmera Única permite um maior controle sobre cada tomada e agrega qualidade ao produto final. Entretanto, o tempo de edição e de filmagem, e consequentemente o custo total de produção, são maiores quando comparado ao sistema de múltiplas câmaras.
É o método de filmagem básica do cinema, sendo muito comum também em séries e minisséries.

## Utilização no Brasil
No Brasil, as minisséries A Lei e o Crime da Rede Record e Maysa - Quando Fala o Coração da Rede Globo foram gravadas com o sistema.